# Sleepy Hollow (Nowy Jork)
Sleepy Hollow – wieś w Stanach Zjednoczonych, w stanie Nowy Jork, w hrabstwie Westchester.